# Carlos Oroza
Carlos Oroza, nacido en Vivero, Galicia, España en 1923 y fallecido en 2015 en Vigo,Galicia, España, fue un poeta español.

## Biografía
Fue conocido principalmente por la interpretación y performance de su propia obra [cita requerida].
Dicha obra es escasa, frecuentemente reescrita y basada en poemas de versos libres con un gran predominio del ritmo. Es poesía para ser escuchada ya que el poeta se declara a favor de la oralidad considerando a los libros "cementerios de signos" [cita requerida].
En los años sesenta se hizo famoso en el ambiente literario-poético gracias a la realización de múltiples recitales por toda España, adscritos en forma y contenido a los de la Generación Beat [cita requerida]. 
Son múltiples las entrevistas que le nombran el Allen Ginsberg español [cita requerida].
En la película ¿Por qué te engaña tu marido? de Manuel Summers (1969) hace un pequeño papel de poeta hippie en Ibiza, donde recita algunos versos.
Francisco Umbral escribió de él que "[Carlos Oroza] era el poeta maldito del café Gijón,
el bohemio de los sesenta" [cita requerida].
En esa época fundó, junto a Víctor Lizárraga y Victoria Paniagua, la revista Tropos [cita requerida].
Se le otorgó en Nueva York el premio internacional de Poesía Underground [cita requerida].
Después de vivir largas temporadas en la Sierra del Caruel en Galicia, Madrid, Ibiza o Estados Unidos residió hasta su fallecimiento en Vigo.
Fue galardonado con la medalla de oro del Círculo de Bellas Artes de Madrid.

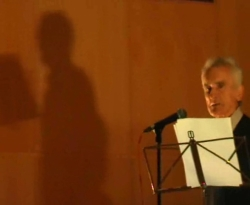
Oroza recitando.

## Obra publicada
- Eléncar, (1974, Tres Catorce Diecisiete)
- Cabalum, (1980, Ediciós do Castro)
- Alicia, (1985)
- Una porción de tierra gris del norte, (1996)
- En el norte hay un mar que es más alto que el cielo, primera edición 1997, revisada y ampliada en 2005 (Deputación de Pontevedra).
- La llama prestada, (1998)
- Un sentimiento ingrávido recorre el ambiente, (2006, Raiña Lupa y Yves Rivière)
- Évame (2015, Editorial Elvira)

## Premios y reconocimientos
- Premio Internacional de Poesía Underground, 1975
- Premio Internacional de Poesía de Barcelona, 2004
- Vigués distinguido en 2013.
- Medalla de Oro del Círculo de Bellas Artes, 2014.